# Ronan Labar
Ronan Labar, né le 3 mai 1989 à Châtenay-Malabry, est un joueur de badminton français spécialiste du double hommes et du double mixte. Il est licencié au club de badminton d'Aix-en-Provence et s'entraîne à l'INSEP. Il est également professeur de sport aux collégiens. 

## Palmarès

### Championnats d'Europe
- Championnats d'Europe de badminton 2017 : médaille de bronze en double mixte associée à Audrey Fontaine.

### Titres en tournois internationaux
| Année | Tournoi                    | Catégorie     | Partenaire           | Adversaire en finale                            |
| ----- | -------------------------- | ------------- | -------------------- | ----------------------------------------------- |
| 2024  | Kazakhstan International   | Double Hommes | Lucas Corvée         | Kakeru Kumagai Hiroki Nishi                     |
| 2019  | Denmark Challenge          | Double Mixte  | Anne Tran            | Thom Gicquel Delphine Delrue                    |
| 2018  | Open de République tchèque | Double Hommes | Thom Gicquel         | Milosz Bochat Adam Cwalina                      |
| 2018  | Open de République tchèque | Double Mixte  | Audrey Mittelheisser | Jeppe Bay Ditte Søby                            |
| 2016  | Belgian International      | Double Mixte  | Audrey Mittelheisser | Alexander Bond Ditte Søby                       |
| 2015  | Open des Pays-Bas          | Double Mixte  | Émilie Lefel         | Sudket Prapakamol / Saralee Thungthongkam       |
| 2015  | XX Peru Internacional      | Double Mixte  | Émilie Lefel         | Baptiste Carême / Anne Tran                     |
| 2014  | XIV Italian International  | Double Mixte  | Émilie Lefel         | Gaëtan Mittelheisser / Audrey Fontaine          |
| 2014  | Swiss International        | Double Mixte  | Émilie Lefel         | Vitalij Durkin / Nina Vislova                   |
| 2014  | Open des Pays-Bas          | Double Hommes | Baptiste Carême      | Fran Kurniawan / Agripinna Prima Rahmanto Putra |
| 2013  | White Nights               | Double Hommes | Baptiste Carême      | Andrej Ashmarin / Sergey Shumilkin              |

 tournois Grand Prix Gold et Grand Prix
 tournois International Challenge

### Championnats de France
| Rang               | Année | Catégorie     | Partenaire             | Dernier adversaire                         |
| ------------------ | ----- | ------------- | ---------------------- | ------------------------------------------ |
| Médaille d'argent  | 2024  | Double Hommes | Lucas Corvée           | Toma Jr Popov/Christo Popov                |
| Médaille d'or      | 2021  | Double Mixte  | Rosy Oktavia Pancasari | Kenji Lovang/Flavie Vallet                 |
| Médaille d'or      | 2021  | Double Hommes | Lucas Corvée           | Gaëtan Mittelheisser/Arnaud Merklé         |
| Médaille d'or      | 2020  | Double Hommes | Thom Gicquel           | Julien Maio/Eloi Adam                      |
| Médaille d'argent  | 2020  | Double Mixte  | Anne Tran              | Delphine Delrue/Thom Gicquel               |
| Médaille d'or      | 2017  | Double Mixte  | Audrey Fontaine        | Jordan Corvée/Anne Tran                    |
| Médaille d'or      | 2015  | Double Hommes | Baptiste Carême        | Laurent Constantin / Matthieu Lo Ying Ping |
| Médaille d'or      | 2015  | Double Mixte  | Émilie Lefel           | Gaëtan Mittelheisser / Audrey Fontaine     |
| Médaille d'or      | 2014  | Double Hommes | Baptiste Carême        | Lucas Corvée / Brice Leverdez              |
| Médaille de bronze | 2014  | Double Mixte  | Émilie Lefel           | Gaëtan Mittelheisser / Audrey Fontaine     |
| Médaille d'argent  | 2013  | Double Hommes | Mathias Quere          | Baptiste Carême / Gaëtan Mittelheisser     |
| Médaille d'or      | 2013  | Double Mixte  | Laura Choinet          | Bastian Kersaudy / Anne Tran               |
| Médaille d'argent  | 2012  | Double Hommes | Mathias Quere          | Baptiste Carême / Sylvain Grosjean         |
| Médaille de bronze | 2012  | Double Mixte  | Laura Choinet          | Sylvain Grosjean / Émilie Lefel            |